# Candle in the Wind
Candle in the Wind är en låt skriven 1973 av Elton John och Bernie Taupin som en hyllning till Marilyn Monroe som avled 1962. Låten släpptes bara som singel i Storbritannien där den kom på elfte plats och i USA valde man Bennie and the Jets istället.

## Candle in the Wind 1997
Candle in the Wind 1997 är en hyllning till prinsessan Diana som omkom i en bilkrasch i Paris 1997. Enligt Guinness Rekordbok 2007 är "Candle in the Wind 1997" den mest sålda singeln.